# Ržišče, Litija
Ržišče je naselje v Občini Litija